# Bo Derek
Bo Derek, właściwie Mary Cathleen Collins (ur. 20 listopada 1956 w Long Beach) – amerykańska aktorka, producentka filmowa i modelka.

## Życiorys

### Wczesne lata
Urodziła się w Long Beach w Kalifornii w rodzinie rzymskokatolickiej pochodzenia irlandzkiego, niemieckiego, holenderskiego i walijskiego. Jej matka, Norma (z domu White), była kosmetyczką, a ojciec, Paul Collins, pracował jako sprzedawca katamaranów firmy Hobie Cat. Wychowywała się z dwiema siostrami – Kerry i Kelly oraz bratem Colinem, basistą Camel. W 1969 jej rodzice rozwiedli się, matka wyszła ponownie za mąż za kaskadera i aktora Bobby’ego Bassa. Ukończyła Narbonne High School w Harbor City w stanie Kalifornia.

### Kariera

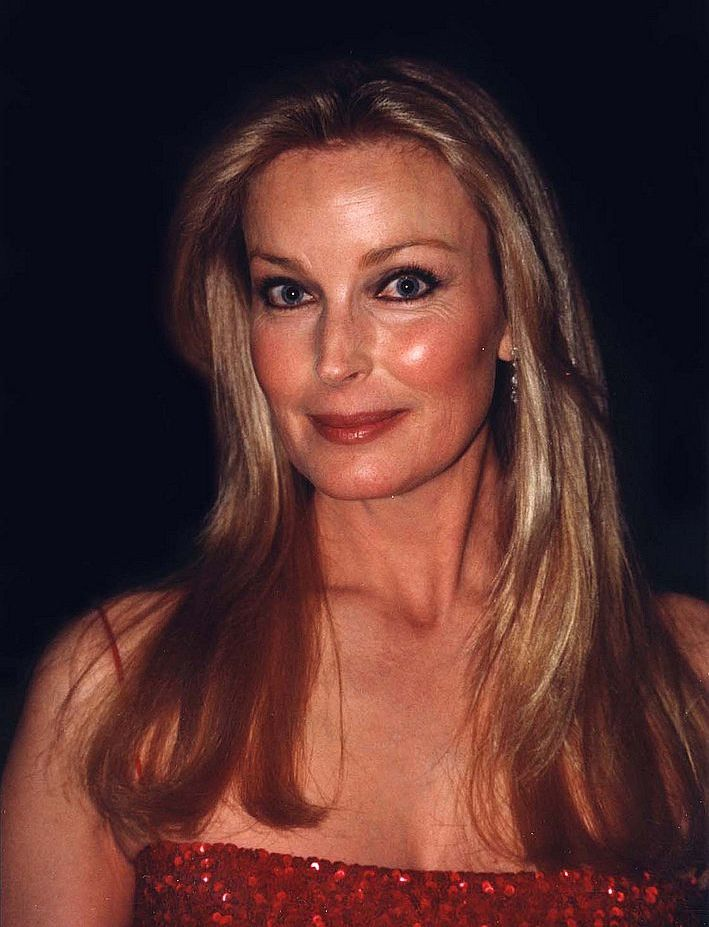
Bo Derek, 1998

Wiele osób doradzało jej, by została modelką, choć szczególnie jej to nie interesowało, dopóki nie zaplanowała kupić nowej deski surfingowej. W wieku 15 lat rozpoczęła karierę modelki, pojawiała się w reklamach. Podczas jednego z pokazów Ann-Margret w Las Vegas, spotkała agenta teatralnego, który nalegał, że powinna przyjść na zdjęcia próbne do filmu King Kong. Ostatecznie odmówiła, a rolę tę przyjęła Jessica Lange.
Jej pierwszym występem na dużym ekranie był dreszczowiec Michaela Andersona Orka – wieloryb zabójca (Orca, 1977). Kolejna rola Jenny, obiektu fascynacji seksualnej głównego bohatera w komedii romantycznej Blake’a Edwardsa Dziesiątka (10, 1979), którą miały zagrać Melanie Griffith i Heather Thomas, została nominowana do nagrody Złotego Globu dla nowej gwiazdy. Została wymieniona jako jeden z dwunastu „Obiecujących nowych aktorów 1979” w Screen World Johna Willisa (tom 31). Pojawiła się potem u boku Shirley MacLaine i Anthony’ego Hopkinsa w melodramacie Zmiana pór roku (A Change of Seasons, 1980). Była wielokrotnie na okładce magazynu „Playboy”, a we wrześniu 1980 pozowała nago do 62. numeru brazylijskiej wersji magazynu. Była na okładkach magazynów takich jak „US Magazine” (w styczniu 1980), „Bunte” (w styczniu 1980), „People” (w lutym 1980), „Lui” (w maju 1980 i grudniu 1984), „Intimidades” (w sierpniu 1980), „High Society” (w lutym 1981), „France-Soir” (w marcu 1984), „Ekran” (w styczniu 1989), „Esquire” (w lipcu 2011) i „Southern Seasons” (we wrześniu 2017).
Jej karierą ekranową zaczął kierować mąż John Derek, powierzając jej rolę Jane Parker w swoim filmie sensacyjno-przygodowym Tarzan – człowiek małpa (Tarzan, the Ape Man, 1981), który zebrał fatalne recenzje, pięć nominacji do Złotej Maliny, a Bo przyniósł Złotą Malinę dla najgorszej aktorki. Grażyna Stachówna, pisząc o tym filmie, stwierdziła, że W tej wersji ważniejsza od Tarzana okazała się Jane, grana przez Bo Derek, której nagość zdominowała film.
Potem zagrała główną postać Anastazji w drugiej produkcji męża, dramacie Fantazje (Fantasies, 1981). Następny występ w melodramacie soft-core Johna Dereka Bolero (1984) otrzymał sześć Złotych Malin (w tym dla najgorszej aktorki), a ostatnia produkcja fantasy Dereka Duchy tego nie robią (Ghosts Can't Do It, 1990) zebrała cztery Złote Maliny (m.in. dla najgorszej aktorki). W 1990 przyznano jej jeszcze jedną Złotą Malinę dla najgorszej aktorki dekady. Kandydowała do roli Stacey Sutton w filmie o Jamesie Bondzie Zabójczy widok (1985), którą ostatecznie zagrała Tanya Roberts i Jane Spencer w komedii Naga broń: Z akt Wydziału Specjalnego (1988), którą otrzymała Priscilla Presley.
Występowała później na małym ekranie, m.in. w sitcomie ABC Oni, ona i pizzeria (Two Guys, a Girl and a Pizza Place, 2001), serialu CBS Siódme niebo (7th Heaven, 2003-2005) jako pani Kinkirk oraz serialu 20th Century Studios Fashion House: Kobiety na krawędzi (Fashion House, 2006) w roli Marii Gianni, bezlitosnej potężnej kobiety interesu i właścicielki domu mody.

## Życie prywatne
W 1974 poznała starszego od niej o 30 lat reżysera Johna Dereka, który rozwiódł się z aktorką Lindą Evans i 10 czerwca 1976 ożenił się z nią. John Derek zmarł 18 maja 1998. 
W 2002 związała się z aktorem Johnem Corbettem, za którego wyszła za mąż w grudniu 2020.

## Filmografia
| filmy fabularne | filmy fabularne                                                       | filmy fabularne         | filmy fabularne      | filmy fabularne |
| Rok             | Tytuł                                                                 | Rola                    | Reżyser              |                 |
| --------------- | --------------------------------------------------------------------- | ----------------------- | -------------------- | --------------- |
| 1977            | Orka – wieloryb zabójca (Orca)                                        | Annie Nolan             | Michael Anderson     |                 |
| 1979            | Dziesiątka (10)                                                       | Jenny                   | Blake Edwards        |                 |
| 1980            | Zmiana pór roku (A Change of Seasons)                                 | Lindsey Rutledge        | Richard Lang         |                 |
| 1981            | Fantazje (Fantasies)                                                  | Anastasia               | John Derek           |                 |
| 1981            | Tarzan – człowiek małpa (Tarzan, the Ape Man)                         | Jane                    | John Derek           |                 |
| 1984            | Bolero                                                                | Ayre „Mac” MacGillivery | John Derek           |                 |
| 1990            | Duchy tego nie robią (Ghosts Can't Do It)                             | Katie O'Dare Scott      | John Derek           |                 |
| 1992            | Gorąca czekolada (Hot Chocolate, TV)                                  | BJ Cassidy              | Josée Dayan          |                 |
| 1993            | Kobieta pożądana (Woman of Desire)                                    | Christina Ford          | Robert Ginty         |                 |
| 1994            | Zabójcza intryga (Shattered Image, TV)                                | Helen Allgood           | Fritz Kiersch        |                 |
| 1995            | Tomcio Grubasek (Tommy Boy)                                           | Beverly                 | Peter Segal          |                 |
| 2000            | Morderstwo na festiwalu w Cannes (Murder at the Cannes Film Festival) | Thada Pryce             | Harvey Frost         |                 |
| 2001            | Life in the Balance                                                   | Kathryn Garr            | Adam Weissman        |                 |
| 2001            | Nielegalny spadek (Sunstorm)                                          | Victoria Warren         | Mike Marvin          |                 |
| 2001            | Horror 101                                                            | Pani Allison James      | James Glenn Dudelson |                 |
| 2001            | W szponach lęku (Frozen with Fear)                                    | Katherine Sullivan      | Paul Lynch           |                 |
| 2002:           | Mistrz kamuflażu (The Master of Disguise)                             | w roli samej siebie     | Perry Andelin Blake  |                 |
| 2003            | Raperzy z Malibu (Malibu's Most Wanted)                               | Bess Gluckman           | John Whitesell       |                 |
| 2003            | Boom                                                                  | w roli samej siebie     | Kaizad Gustad        |                 |
| 2005            | Konkwistador (Crusader, TV)                                           | Nicola Markham          | Bryan Goeres         |                 |
| 2011            | Zabójca z autostrady I-5 (Hunt for the I-5 Killer, TV)                | Seaver                  | Allan Kroeker        |                 |
| 2013            | Highland Park                                                         | Destiny                 | Andrew Meieran       |                 |
| 2015            | Rekinado 3 (Sharknado 3: Oh Hell No!, TV)                             | May Wexler              | Anthony C. Ferrante  |                 |

| 1993    | Kobiety Hollywood (Hollywood Women)                      | w roli samej siebie |
| 1998    | Wind on Water                                            | Ciel Connolly       |
| 1999    | The Drew Carey Show                                      | w roli samej siebie |
| 2000    | Sprawy rodzinne 2 (Family Law)                           | Camille Weller      |
| 2000    | Królowa miecza (Queen of Swords)                         | Mary Rose           |
| 2001    | Bob – swój chłop (Bob Patterson)                         | w roli samej siebie |
| 2001    | Oni, ona i pizzeria (Two Guys, a Girl and a Pizza Place) | Susan Bergen        |
| 2003    | Lucky                                                    | Joan                |
| 2003-05 | Siódme niebo (7th Heaven)                                | Pani Kinkirk        |
| 2005    | Byle do przodu (Still Standing)                          | Pani Rose Grundy    |
| 2006    | Fashion House: Kobiety na krawędzi (Fashion House)       | Maria Gianni        |
| 2012    | Chuck                                                    | w roli samej siebie |
| 2012    | CSI: Kryminalne zagadki Miami (CSI: Miami)               | Joanna Toring       |